# Friend or Foe (film)
Friend or Foe is een Britse onafhankelijke film van de Children's Film Foundation uit 1982 onder regie van John Krish, die ook het scenario schreef. De hoofdrollen worden vertolkt door John Bardon, Stacey Tendeter en John Holmes. Het verhaal is gebaseerd op het gelijknamige kinderboek uit 1977 van Michael Morpurgo.

## Verhaal
Tijdens de Tweede Wereldoorlog worden twee jongetjes, David en Tucky, per trein vanuit Londen naar het platteland geëvacueerd. Ze worden in een onbekend dorp opgevangen door een vriendelijke melkveehouder en raken al snel vertrouwd met het plattelandsleven. Tussen de dorpsschool het helpen op de boerderij brengen ze hun dagen door met het verkennen van de velden en bossen in de omgeving. Op een avond vindt er een bombardement plaats in de buurt van het dorp en zien de jongens een Duitse bommenwerper neerstorten. Ze waarschuwen de lokale bevolking, maar een zoektocht naar het neergestort vliegtuig levert niets op en de jongens raken in de problemen omdat ze de tijd van de politie en de strijdkrachten verspillen. Wat ze echter niet weten is dat het vliegtuig in een vijver is neergestort en gezonken.
De jongens komen twee Duitse piloten tegen die zich in het bos verschuilen en de enigen zijn die de crash hebben overleefd. Een van hen redt een van de jongens van de verdrinkingsdood in de vijver. De piloten spreken beiden Engels en laten de jongens gaan, maar vragen hen niet te verraden. De jongens krijgen hierdoor een gewetenscrisis, maar besluiten uiteindelijk de Duitsers te beschermen. Wanneer een van de piloten zichzelf verwondt, laat hij zich door de jongens 'vangen' omdat hij medische hulp nodig heeft. De jongens worden zo lokale helden. De tweede Duitser wordt later gevangengenomen. Het pleeggezin van de jongens beseft wat er is gebeurd, maar heeft begrip voor de situatie.

## Rolverdeling
| Acteur           | Personage           |
| ---------------- | ------------------- |
| John Bardon      | Jerry               |
| Stacey Tendeter  | Anne                |
| John Holmes      | David               |
| Mark Luxford     | Tucky               |
| Jennifer Piercey | juffrouw Evans      |
| Valerie Lush     | juffrouw Roberts    |
| Edward Burnham   | Mr. Cooper          |
| Jasper Jacob     | Duitse piloot       |
| Robin Hayter     | Gewonde Duitser     |
| Philip Mankium   | kapitein            |
| Prentis Hancock  | sergeant            |
| Ann Mitchell     | Mevr. Hardy         |
| Len Marten       | louche verslaggever |
| Stephen Bent     | korporaal           |